# Erich Walch
Erich Walch (* 19. Mai 1920 in Ludwigsthal; † 8. März 2008) war ein saarländischer Politiker (Kommunistische Partei/Deutsche Demokratische Union).
Walch besuchte die Volksschule und absolvierte ab seinem zehnten Lebensjahr ein Musikstudium, das er 1935 abschloss. Danach war er als Pianist tätig, bis er 1938 zum Reichsarbeitsdienst und zum Wehrdienst einberufen wurde. Anschließend studierte er ab 1942 an der Akademischen Hochschule für Musik in Berlin, das er 1945 als Diplomkapellmeister beendete.
Zurück im Saarland engagierte er sich ab 1946 politisch. Er trat der Kommunistischen Partei bei und arbeitete als Redakteur beim Parteiorgan Neue Zeit. Nach der Wahl zum Landtag des Saarlandes im November 1952 konnte er für Paul Kärcher ins Parlament nachrücken. 1955 gelang ihm die Wiederwahl. Wegen des KPD-Verbots und der Beitritts des Saarlandes in die Bundesrepublik wurde 1957 vom Bundesverfassungsgericht auch das Verbot der saarländischen KP angeordnet. In einem Wahlprüfungsverfahren hat der Landtag des Saarlandes am 17./18. Juli 1959 festgestellt, dass die Mandate der kommunistischen Abgeordneten Walch und Fritz Bäsel ersatzlos wegfallen, jedoch konnten beide wegen einer einstweiligen Anordnung des Verfassungsgerichtshofes des Saarlandes ihre Rechte als Landtagsabgeordnete wahrnehmen. In der Hauptsache wurde das Verfahren 1961 eingestellt. Danach gehörte Walch von 1960 bis 1965 dem Landtag als Mitglied der Deutschen Demokratischen Union an.